# 高崎藩
高崎藩（日语：／ Takasaki han */?）曾是位於上野國群馬郡（群馬縣高崎市）的藩。藩廳位於高崎城。

## 藩史
早期藩主經常被交替，首先是井伊直政，然後因關原之戰戰功轉封至彥根藩。酒井家、戶田松平家、藤井松平家、安藤家及間部家輪替。直至大河內長澤松平家去到幕末為止。

## 歷代藩主

### 井伊家
譜代 12萬石
1. 直政

### 酒井家
譜代 5萬石
1. 家次

### 戶田松平家
譜代 2萬石
1. 康長

### 藤井松平家
譜代 5萬石
1. 信吉

### 安藤家
譜代 5萬6千石
1. 重信
2. 重長
3. 重博

### 大河内長澤松平家
譜代 5萬2千石→6萬2千石→7萬2千石
1. 輝貞

### 間部家
譜代 5萬石
1. 詮房

### 大河內長澤松平家
譜代 7萬2千石→8萬2千石
1. 輝貞
2. 輝規
3. 輝高　7萬2千石→8萬2千石
4. 輝和
5. 輝延
6. 輝承
7. 輝徳
8. 輝充
9. 輝聴
10. 輝聲